# Touba

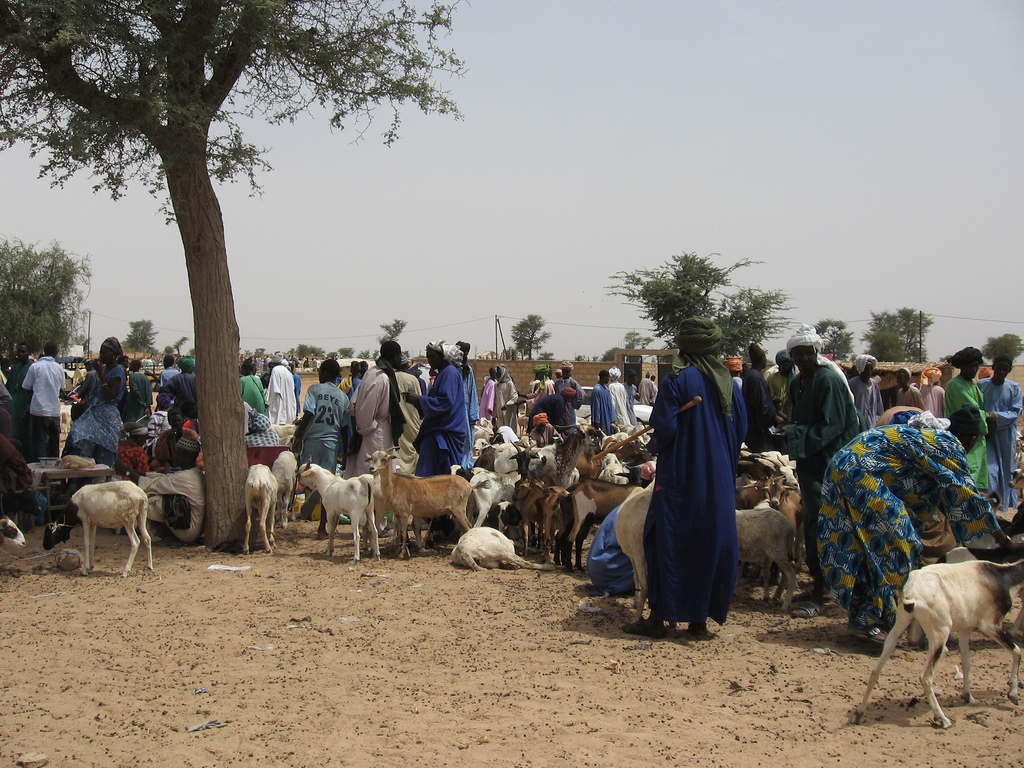
Markt in Touba

Touba ist eine Pilgermetropole im zentralen Westen des westafrikanischen Staates Senegal. Sie liegt im Département Mbacké der Region Diourbel etwa 150 km östlich von Dakar. Touba ist mit über einer Million Einwohner die größte Ansiedlung des Landes außerhalb der Hauptstadtregion. Zum Magal-Fest kommen jährlich etwa eine Million Pilger nach Touba. Trotz seiner Größe hatte Touba lange nicht den rechtlichen Status einer Gemeinde (Commune) oder gar einer Großstadt (Ville), sondern wurde auf der kommunalen Verwaltungsebene wie ein dörflich strukturiertes Siedlungsgebiet als Communauté rurale (Landgemeinde) unter dem Namen Touba Mosquée geführt. Erst als im Jahr 2014 in allen Landesteilen eine vollständige Kommunalisierung in Kraft trat, wurde auch Touba als Gemeinde verfasst.

## Besonderheiten
Touba ist das Zentrum der Mouriden. In der Stadt herrscht ein strenges Alkohol- und Rauchverbot. Außerdem gibt es keine Hotels. Wahlkampf ist ebenfalls verboten.
Die Regierung des Senegal hat in Touba keine Macht. Es werden auch keine Steuern bezahlt. Der Kalif der Stadt ist der eigentliche Machthaber. 2012 war dies Sidi Al Mouktar Mbacké, der siebte auf diesem vererbbaren Posten.

## Geschichte
Touba wurde durch den religiösen Führer der Mouriden, Ahmadou Bamba, 1887 gegründet. Nach dessen Tod wurde am Ort seines Grabes die 1963 fertiggestellte Große Moschee errichtet, die im Zentrum der heutigen Stadt liegt. Die Große Moschee von Touba ist eine der größten Moscheen südlich der Sahara und ihr Minarett das Wahrzeichen der Stadt.

## Bevölkerung
Die Stadt hatte vor 1964 unter 5000 Einwohner und ist seitdem enorm gewachsen. Die letzten Volkszählungen ergaben für die Stadt Touba jeweils folgende Einwohnerzahlen:
| Jahr | Einwohner |
| ---- | --------- |
| 1976 | 29.634    |
| 1988 | 104.502   |
| 2002 | 399.900   |
| 2013 | 753.315   |
| 2023 | 1.120.824 |

## Trivia
Die Stadt ist Namensgeber für den in Senegal oft getrunkenen Café Touba.